# Ezelstraatkwartier
Het Ezelstraatkwartier is een wijk in het centrum van de stad Brugge en een van de negen kwartieren waarin de Brugse binnenstad werd opgedeeld volgens het Ruimtelijk Structuurplan Brugge in 1972. Het ligt in het noordwesten van de binnenstad tussen de vesten van de tweede omwalling en de binnenreien, die de eerste omwalling van Brugge vormden. De wijk wordt begrensd door de R30, de Speelmansrei, de Sint-Jorisstraat en de Vlamingdam.